# N202 (België)
De N202 is een gewestweg die het Vlaams-Brabantse Grimbergen verbindt met de Brusselse deelgemeente Laken. De weg is ongeveer 5 kilometer lang.